# Ascension (John-Coltrane-Album)
Ascension ist ein Jazz-Album von John Coltrane, das 1965 aufgenommen und 1966 veröffentlicht wurde. Ascension wird zu den Meilensteinen des Free Jazz gezählt; viele Kritiker halten das Album für John Coltranes wichtigste Aufnahme neben A Love Supreme von 1964. Hier wird zum ersten Mal die großorchestrale Darstellungsweise im freien Jazz richtungsweise erprobt. Das Stück stellte die traditionellen Jazzkonventionen in Frage und verschob die Grenzen der Improvisation und des kollektiven Spiels.

## Die Musik
Dieses Album war mit seiner freien Kollektivimprovisation ein „Experiment“. Es wird oft als ein Album des Übergangs bezeichnet, da die Coltrane-Einspielungen seines Quartetts mit McCoy Tyner, Jimmy Garrison und Elvin Jones davor noch in ihren Strukturen eher „konventionell“ im Bereich des Modalen Jazz angesiedelt werden konnten. In den Aufnahmen, die John Coltrane nach Ascension einspielte, wie etwa Interstellar Space (1967) werden die Formen noch freier bis hin zur Auflösung.
Neu an Ascension war auch die Abkehr vom „klassischen“ Quartett-Format. Hatte Coltrane bis dahin „die Perspektiven im Quartettspiel ausgelotet, war er nun auf der Suche nach einem freieren Konzept, das sowohl seiner wachsenden Religiosität wie dem Bedürfnis nach unbeschränkter Kreativität gerecht wurde.“
Er verstand die Aufnahme in einem Radiointerview als ein „Big Band Ding“, ein musikalisches Konzept, das Ornette Coleman mit seinem Oktett (double quartet) schon in seiner Aufnahme Free Jazz: A Collective Improvisation verwendet hatte, was, wie auch Ascension, eine fortgesetzte vierzigminütige Improvisation im Wechsel von freien Ensemble- und Solo-Spiel ohne Unterbrechungen ist.
Auf Ascension wechseln Ensemblespiel und Soli; Coltrane gab den Musikern keinerlei Anweisungen für ihr Solospiel, außer dass sie die Improvisation über das simple Grundmotiv mit einem Crescendo enden sollten. Die Ensemble-Passagen scheinen eher durchstrukturiert. Filtgen und Außerbauer schreiben hierzu: „Die Ensembleteile bei Coleman waren noch sehr begrenzt und notistisch festgehalten, wohingegen auf Ascension das Gruppen- und Zusammenspiel nur noch auf einem tonalen Zentrum, einem Akkord, der unterschiedlich angegangen werden kann, basiert. Das Stück beginnt mit einem Höchstmaß an Energie und Intensität, den andere Darbietungen erst – wenn überhaupt – gegen Ende erreichen“.
Im Vergleich zu Colemans Free Jazz, hatte Coltranes Formation auf Ascension eine erweiterte „front line“, mit zwei Altsaxophonen, drei Tenorsaxophonen und zwei Trompeten. Seine Bläsergruppe bestand vorwiegend aus jungen Jazzmusikern, die jedoch schon bald zu den angesehensten Spielern der amerikanischen Free Jazzszene zählen sollten, wie John Tchicai, Pharoah Sanders, Archie Shepp und Marion Brown. Der mitwirkende Marion Brown äußerte, „um die Intensität von 'Ascension' zu schildern: ‚Du könntest mit dieser Musik eine Wohnung an einem kalten Wintertag heiß machen […] die Leute, die im Studio waren, schrien wahrhaftig.‘“

## Ascensionin der Jazzkritik
Filtgen und Außerbauer schrieben resümierend in ihrer Coltrane-Biographie zur Aufnahme von Ascension: „Was hier geschaffen wurde, war die völlige Emanzipation des Klanges im Jazz, eine nicht mehr tonal organisierte Textur, die in ihrer Intensität, obwohl sie Nachfahrer fand (Sam Rivers), fast unübertroffen ist. Mit Ascension wurde der Nachweis erbracht, dass Free Jazz auch großorchestral machbar ist und nichts von seiner Spontaneität einbüßt.“ Joachim-Ernst Berendt schrieb 1973 in seinem „Jazzbuch“: „Mit ‚Ascension‘ hatte Coltrane eine harmonische Freiheit erreicht, die Coleman schon viele Jahre vorher besessen hat. Aber wieviel überwältigender, zupackender, aggressiver ist gleichwohl die Freiheit der ‚Ascension‘! Sie ist, was der Titel sagen will: Ein Aufstieg, eine Himmelfahrt – von den Menschen zu Gott, beides – Gott und die Menschen, die ganze Welt –einbeziehend.“ Er fasst seinen Eindruck pointiert zusammen: „Es ist eine hymnisch-ekstatische Musik von der Heftigkeit des vierzigminütigen Orgasmus“. Richard Cook und Brian Morton notieren im Penguin Guide To Jazz zu dem Album, There is nothing else like "Ascension" in Coltrane's work; indeed there is nothing quite like "Ascension" in the history of jazz.
Die Musikzeitschrift Jazzwise nahm das Album in die Liste The 100 Jazz Albums That Shook the World auf; Keith Shadwick schrieb:
„Auch vierzig Jahre nach seinem ersten Erscheinen immer noch ein widerspenstiges, fehlerhaftes, kontroverses und stark entzweiendes Album, bestimmte ‚Ascension‘ Tempo und Klang der Debatte um die Avantgarde-Musik am Ende der 1960er Jahre und wurde bald an vorderster Front zu einem Meilenstein in der Kunst – sogar John Lennon erzählte in Interviews‚ natürlich habe ich Ascension gehört‘, als er Ende der 60er sein intellektuelles Empfehlungsschreiben an der Seite von Yoko von sich gab. Bis heute bleibt die Musik schwierig, das höllenartige Feuer und Chaos von Tranes Begleitmusikern zeigt klar, in welchen Zeiten dies aufgenommen wurde, jetzt ist es ein gigantisches Datum, das den Jazz für immer veränderte.“
Das Magazin Rolling Stone wählte das Album 2013 in seiner Liste Die 100 besten Jazz-Alben auf Platz 29.

## Editionsgeschichte
Von dem Titel wurden am 28. Juni 1965 zwei takes aufgenommen. Zuerst wurde der zweite take veröffentlicht (Impulse! Records AS-95); schließlich aber, nach 1000 Exemplaren der ersten Edition, vor allem auf Coltranes Drängen der erste Take (der auf Grund von Versäumnissen der Nichtbeschriftung im Studio liegengeblieben war) unter dem Titel "Ascension, Edition I" (Impulse 254 745-2) als die "endgültige Version" veröffentlicht.
Unterscheidbar sind die ähnlichen Takes nur durch die unterschiedliche Solo-Abfolge und das fehlende Schlagzeug-Solo von Elvin Jones auf Take 2, der nun, in der – inzwischen vollständig vorliegenden 2 CD-Ausgabe (Impulse 543413-2) – "Edition II" heißt.
Ascension Editions 1 & 2 erschienen auch auf der 2-CD-Compilation The Major Work of John Coltrane (Impulse! GRP 21132)

## Die Titel
1. Ascension – Edition II – 40:23
2. Ascension – Edition I – 38:31

## Reihenfolge der Soli
Edition II
1. (opening ensemble)
2. Coltrane solo
3. Johnson solo
4. Sanders solo
5. Hubbard solo
6. Tchicai solo
7. Shepp solo
8. Brown solo
9. Tyner solo
10. Davis, Garrison duet
11. (concluding ensemble)

Edition I
1. (opening ensemble)
2. Coltrane solo
3. Johnson solo
4. Sanders solo
5. Hubbard solo
6. Shepp solo
7. Tchicai solo
8. Brown solo
9. Tyner solo
10. Davis, Garrison duet
11. Jones solo
12. (concluding ensemble)